# 贝热尔
贝热尔（法語：Bergères，法語發音：[bɛʁʒɛʁ]）是法国奥布省的一个市镇，位于该省东部偏南，属于奥布河畔巴尔区。

## 地理
贝热尔（48°11'9"N, 4°40'1"E）面积5.81 平方千米，位于法国大東部大區奥布省，该省份为法国中北部省份，北起马恩省，西接塞纳-马恩省，西南至约讷省，东南至科多尔省，东临上马恩省。
与贝热尔接壤的市镇（或旧市镇、城区）包括：布利尼、库维尼翁、默尔维尔、于尔维尔。

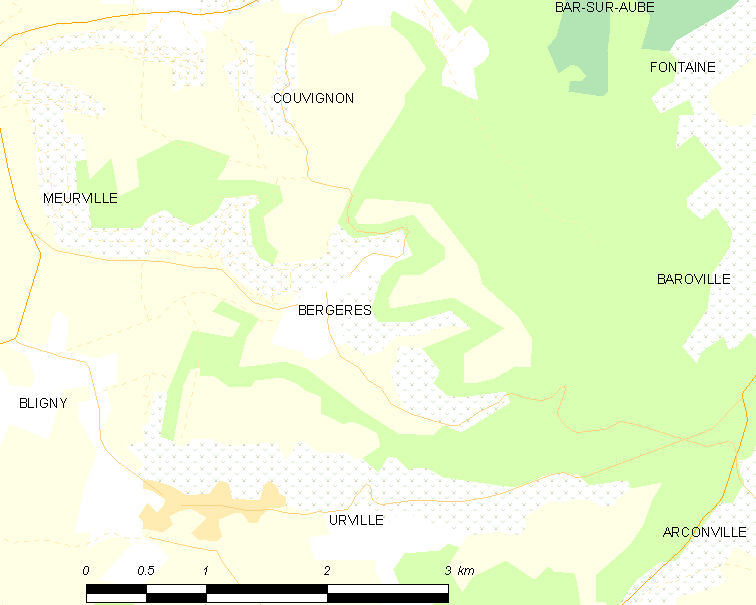
贝热尔的OSM定位图

贝热尔的时区为UTC+01:00、UTC+02:00（夏令时）。

## 行政
贝热尔的邮政编码为10200，INSEE市镇编码为10039。

## 政治
贝热尔所属的省级选区为奥布河畔巴尔县。

## 人口

1962-2008年间贝热尔人口变化图示

贝热尔于2022年1月1日时的人口数量为111人。